# Armin Göhringer

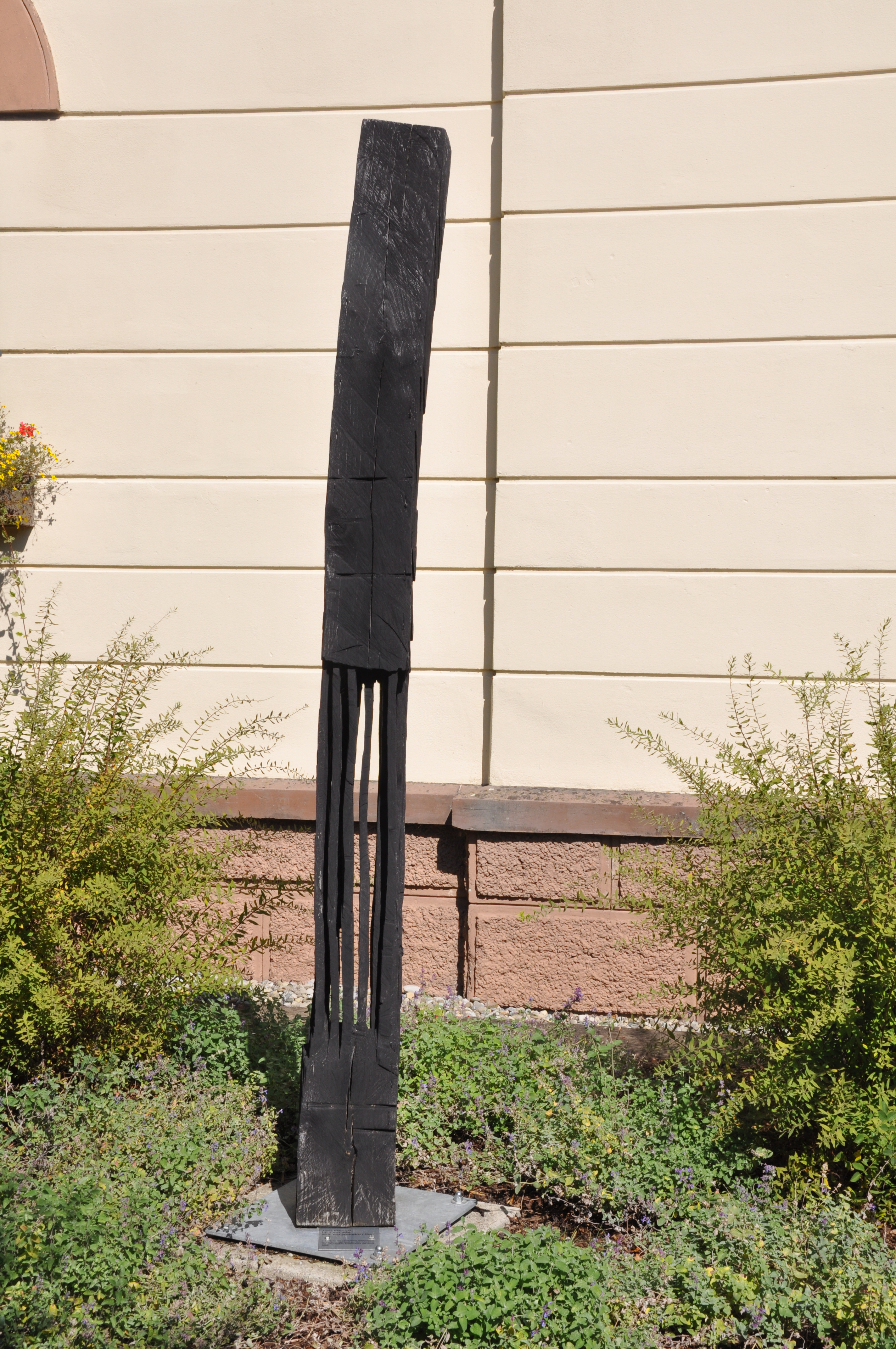
Skulptur Ohne Titel, 2007 (Rathaus Wald)

Armin Göhringer (* 1954 in Nordrach im Schwarzwald) ist ein deutscher Maler und Bildhauer.

## Leben
Göhringer studierte von 1976 bis 1982 an der Hochschule für Gestaltung Offenbach am Main. Seine Holzskulpturen werden regelmäßig auf den Kunstmessen in Köln, Zürich, Karlsruhe, Amsterdam, Düsseldorf und Brüssel präsentiert. Er erhielt zahlreiche Aufträge für Kunst-am-Bau-Projekte und Werke im öffentlichen Raum. Armin Göhringer lebt in Zell am Harmersbach im Schwarzwald.

## Ausstellungen (Auswahl)
- 1993 Museum Müllheim
- 1995 Dommuseum Frankfurt, Rauminstallation zum Thema Passion[1]
- 1996 Kunst der 80. u. 90. Jahre am Oberrhein, Sammlung Museum Ritterhaus Offenburg
- 1996 „Papier“ Künstlerbund Baden-Württemberg e.V./Museum Ulm
- 1997 Holzzeiten, Freilicht Museum, Gutach
- 1997 „Kleine Formate“ Künstlerbund Baden-Württemberg / Kunstmuseum Reutlingen
- 1998 Museum Haus Löwenberg Gengenbach
- 1999 Hans Thoma Museum Bernau
- 2008 Ritterhausmuseum, Kunstverein zu Gast, Offenburg
- 2009 Aus dem Stamm, Holzskulpturen heute, Museum Singen
- 2009 Museum Rudolf Wachter[2]
- 2021 Kamp-Lintfort, Terrassengarten/Orangerie, Galerie Schürmann u. Stadt Kamp-Lintfort